# 오크나과
오크나과(Ochnaceae)는 말피기아목에 속하는 속씨식물과의 하나이다. 주로 나무 또는 관목이나 드물게 초본식물도 있다. 아열대 지역부터 열대 지역까지 자생한다. 대표적인 자생지는 남아메리카이다. 이 과는 약 53개 속에 600여 종을 포함하고 있다.

## 하위 분류
- 오크나아과 (Ochnoideae)
  - 엘바시아족 (Elvasieae)
    - 엘바시아속 (Elvasia) - Hostmannia, Trichovaselia 또는 Vaselia

  - 로피라족 (Lophireae) - 단독으로 로피라과 (Lophiraceae)를 구성하기도 한다.
    - 로피라속 (Lophira)

  - 오크나족 (Ochneae)
    - 오크나속 (Ochna) - Diporidium

  - 오우라테아족 (Ourateeae)
    - 오우라테아속 (Ouratea) - Kaieteuria

- 룩셈부르기아아과 (Luxemburgoideae)
  - 에우테미스족 (Euthemideae)
    - 에우테미스속 (Euthemis)
    - 곰피아속 (Gomphia) - Campylospermum, Idertia, Rhabdophyllum

  - 룩셈부르기아족 (Luxernburgieae)
    - 고도이아속 (Godoya)
    - 룩셈부르기아속 (Luxemburgia) - Charidion, Hilairella, Epiblepharis, Periblepharis, Plectanthera

  - Philacra
  - Sauvagesia - Neckia, Leitgebia, Lavradia, Pentaspatella, Roraimanthus, Vausagesia 
  - Schuurmansia
  - Wallacea

- 기타 속
  - Adenarake
  - Blastemanthus
  - Brackenridgea - Pleuroridgea
  - Cespedesia - Fournieria
  - Fleurydora
  - Froesia - 이전에는 쿠이나과 (Quiinaceae)로 분류하기도 함.
  - Godoya
  - Indosinia - Distephania 또는 Indovethia
  - Lacunaria - 이전에는 쿠이나과 (Quiinaceae)로 분류하기도 함.
  - Lophira
  - 해파리나무속 (Medusagyne) - 이전에는 해파리나무과 (Medusagynaceae)로 분류하기도 함.
  - Krukoviella - Planchonella
  - Perissocarpa
  - Poecilandra
  - 쿠이나속 (Quiina) - 이전에는 쿠이나과 (Quiinaceae)로 분류하기도 함.
  - Rhytidanthera
  - Schuurmansia
  - Schuurmansiella
  - Sinia
  - Testulea
  - Touroulia - 이전에는 쿠이나과 (Quiinaceae)로 분류하기도 함.
  - Tyleria - Adenanthe